# Indira Gandhi
Indira Priyadarshini Gandhi (Hindi: इंदिरा प्रियदर्शिनी गांधी), geboortenaam Indira Nehru (Allahabad, 19 november 1917 – New Delhi, 31 oktober 1984) was de derde en zesde premier van India. Ze regeerde van 1966 tot ze in 1984 werd vermoord, met een onderbreking tussen 1977 en 1980. Indira was het enig kind van Jawaharlal Nehru, de eerste premier van India. Haar opvolger was haar zoon Rajiv Gandhi.
In 1999 werd ze gekozen tot "Vrouw van het Millennium" in een online opiniepeiling van de BBC.

## Jeugd en persoonlijk leven

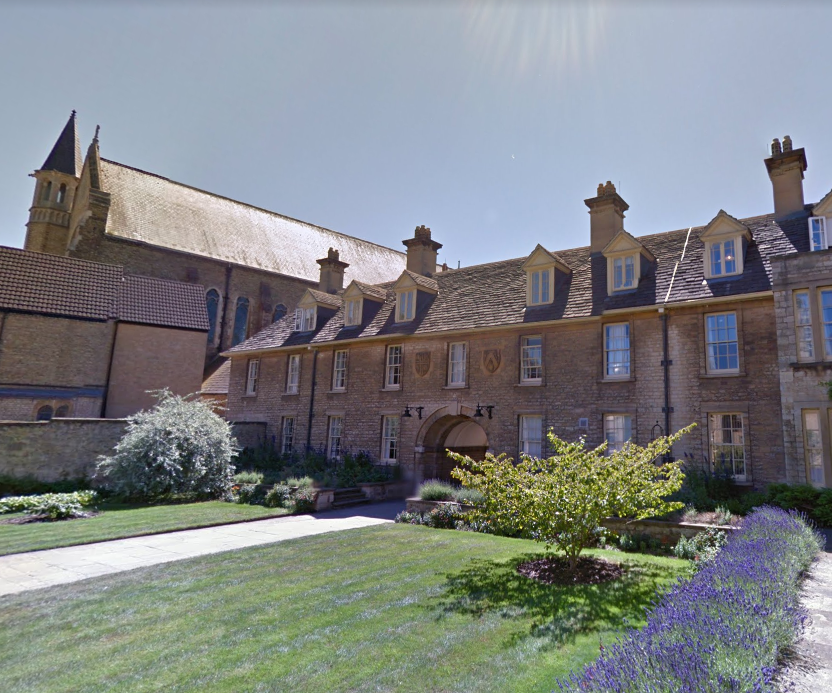
Somerville College, Oxford, waar Gandhi studeerde.

Indira Gandhi werd geboren als enig kind van Jawaharlal Nehru en Kamala Kaul. Beiden stamden uit de Brahmaan-kaste. Het huwelijk was gearrangeerd door Nehrus ouders. Ze studeerde aan Somerville College, Oxford. Ze was al jong politiek actief voor de Congrespartij. Tijdens de campagne voor een onafhankelijk India zat ze zelfs kort gevangen. Ze trouwde met Feroze Gandhi (geen familie van Mahatma Gandhi) en kreeg twee kinderen: Rajiv Gandhi en Sanjay. Na de onafhankelijkheid van India werd haar vader premier en Indira zijn assistent. Ze regelde de staatsbezoeken en het hele huishouden van haar vader met inbegrip van zijn agenda. Ook werd ze gekozen tot voorzitter van de Congrespartij. In deze tijd groeiden Indira Gandhi en haar man uit elkaar en gingen gescheiden wonen. Wel hielden ze een goede verstandhouding. In 1960 overleed Feroze Gandhi aan een hartaanval.

## Opkomst
Na de dood van Nehru werd ze door zijn opvolger Shastri opgenomen in zijn kabinet. Tijdens zijn kortstondig leiderschap van 1964 tot 1966 viel de tweede Indiaas-Pakistaanse oorlog (om Kasjmir) die door India gewonnen werd. Tijdens de onderhandeling over de wapenstilstand in Tashkent stierf Shastri onverwachts. Ditmaal was Indira wel kandidaat voor het leiderschap van de Congrespartij. Dankzij een bondgenootschap met enkele partijbonzen won ze de verkiezing en aangezien de Congrespartij regeringspartij was, werd Indira Gandhi premier.

## Premier

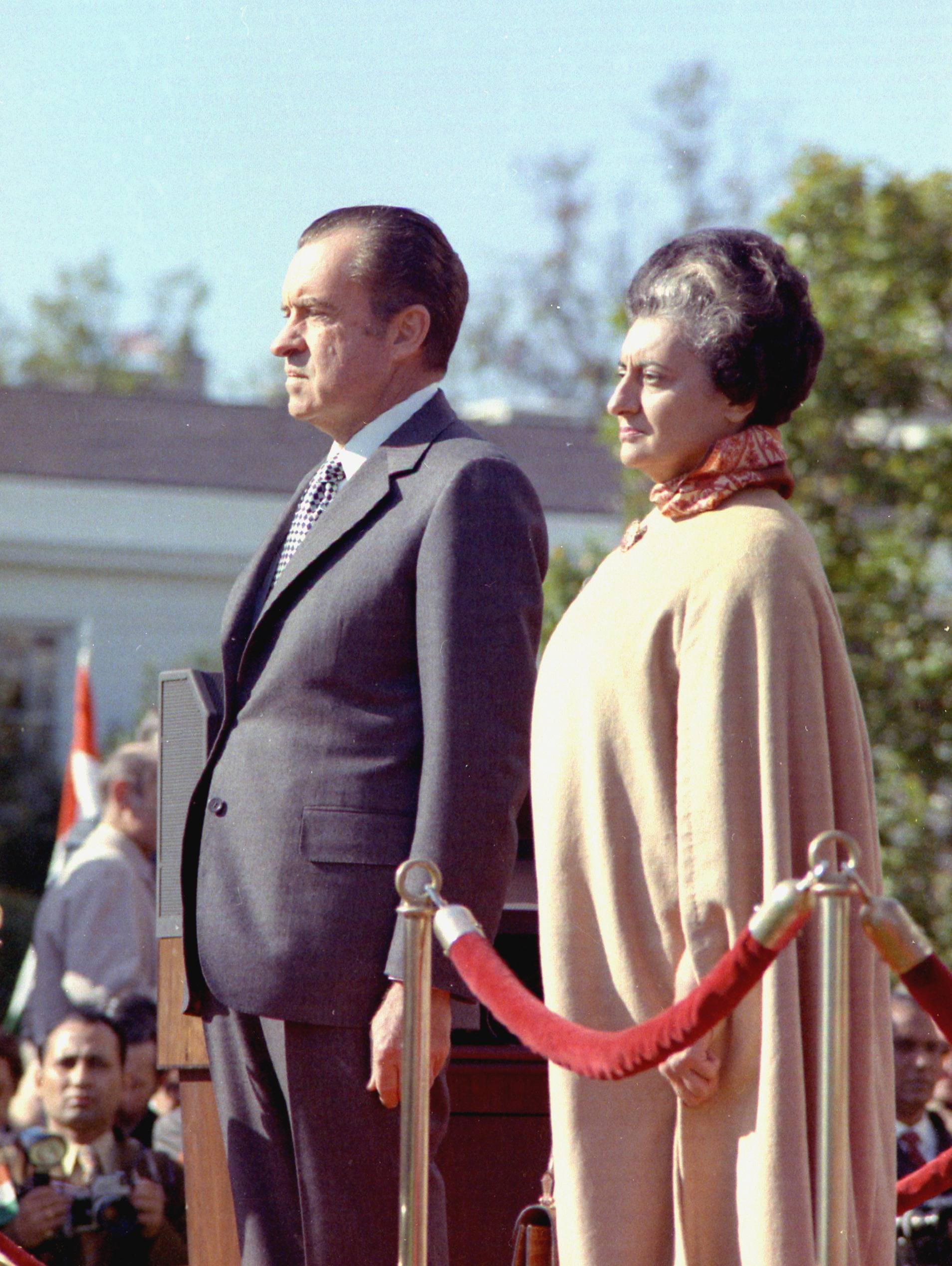
Indira Gandhi met Richard Nixon in 1971

In het begin van haar carrière was Gandhi afhankelijk van de machtigen in haar partij. Later ging ze steeds meer een eigen koers varen. Dit leidde in 1969 tot een splitsing in de Congrespartij. In de daaropvolgende verkiezingen wist Gandhi haar tegenstanders te verslaan.
Belangrijke gebeurtenissen tijdens haar bewind waren de Indo-Pakistaanse Oorlog van 1971 om de onafhankelijkheid van Bangladesh en de succesvolle nucleaire proef in 1974. Vanaf 1975 verloor Gandhi steeds meer steun. Ze werd aangeklaagd en veroordeeld wegens een overtreding van de verkiezingswetgeving. In reactie daarop riep ze de noodtoestand uit. Tijdens de noodtoestand werden duizenden mensen opgepakt en werd het parlement buitenspel gezet. In 1977 werd de noodtoestand opgeheven, naar sommigen zeggen onder druk van het Indiase leger, en in de verkiezingen van hetzelfde jaar werd ze verslagen. India kreeg een regering bestaande uit zeer verschillende groeperingen en bewegingen. Hun belangrijkste overeenkomst was hun gezamenlijke afkeer van Indira Gandhi. Door hun verschillen was de regering niet erg stabiel. Ze wisten vrij weinig te bereiken in de ogen van de Indiase bevolking die in hen teleurgesteld raakte. In de verkiezingen van 1980 slaagde Indira erin de macht te heroveren. Een persoonlijke tragedie voor haar was het vliegtuigongeluk van haar jongste zoon Sanjay Gandhi die ook haar adviseur en vertrouweling was. Op haar verzoek gaf haar andere zoon, Rajiv Gandhi, zijn baan als piloot op om zijn jongere broer op te volgen.

## Dood
In de staat Punjab had de Congrespartij al jaren te kampen met concurrentie van de Sikhpartij de Akali Dal. In het begin van de jaren tachtig was de Congrespartij een kleine groep tegenstanders van deze partij gaan steunen. De groep vond dat de Akali Dal te gematigd was en stond onder leiding van Sant Jarnail Singh Bhindranwale. 
Bhindranwale werd verdacht van betrokkenheid bij de moorden op sikhleider Baba Gurbachan Singh in 1980 en journalist Jagat Narain in 1981. Beide keren werd hij echter vrijgelaten wegens gebrek aan bewijs.
Vanaf 1982 verbleef Bhindranwale met zijn aanhangers in het tempelcomplex van Amritsar. In mei 1984 gaf Indira Gandhi het leger het bevel de tempel aan te vallen. Tijdens de verovering door het leger werden 4800-5300 mensen gedood, waarvan 800 à 1000 rebellen, waaronder Bhindranwale, en 200 à 300 soldaten. De tempel werd ernstig beschadigd.
De afloop van de gebeurtenissen zorgde voor veel beroering. Aangezien het bevel tot ingrijpen van Indira Gandhi afkomstig was, werd zij verantwoordelijk gehouden. In reactie hierop werd ze in 1984 op 66-jarige leeftijd in New Delhi vermoord door haar eigen lijfwachten Satwant Singh en Beant Singh die van Sikh-afkomst waren. Ze werd opgevolgd door haar zoon Rajiv Gandhi.

## Eerbetoon

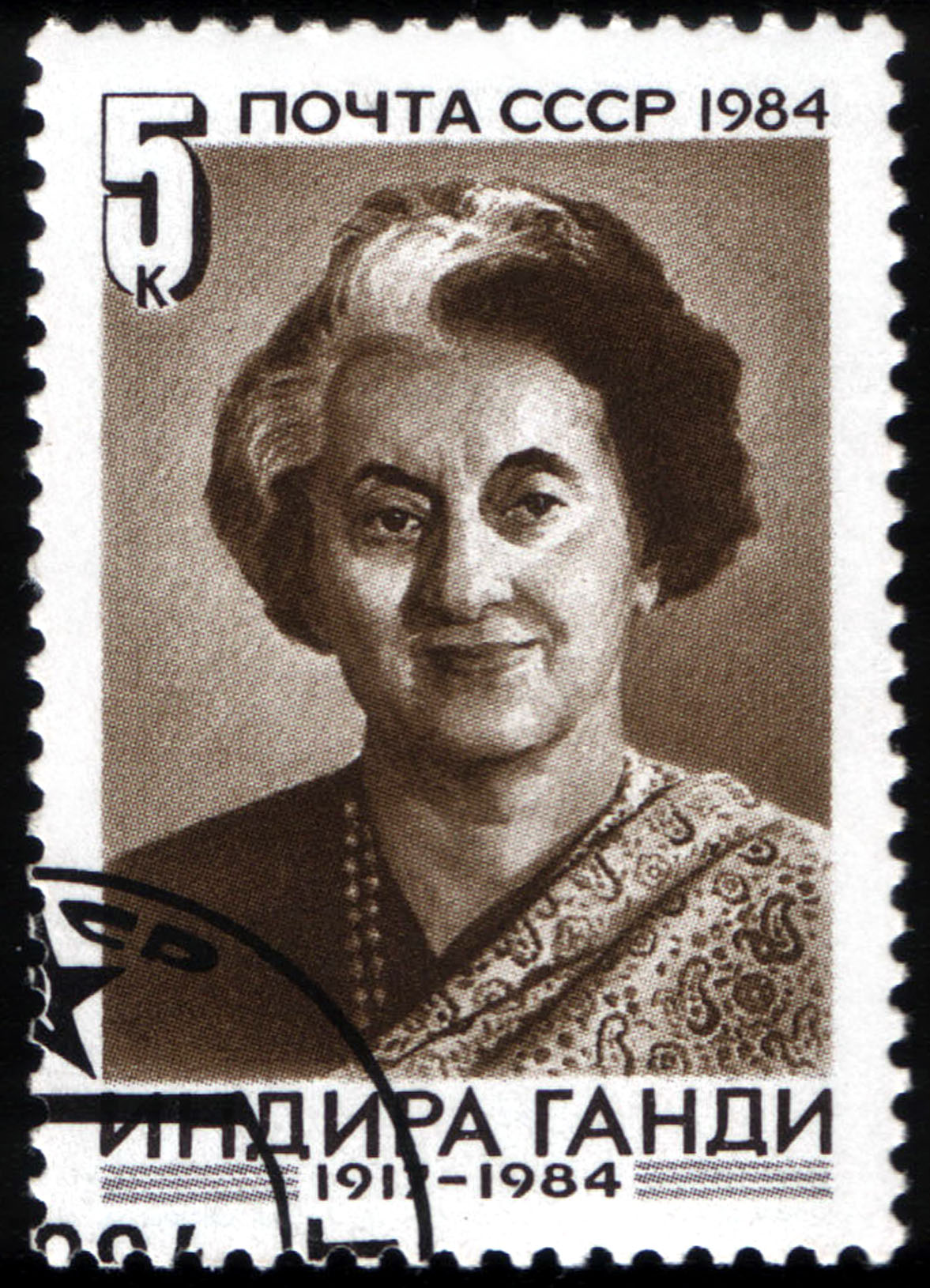
Indira Gandhi op een Sovjet-Russische postzegel

De regering van India heeft Indira Gandhi geëerd met een naar haar genoemde prijs voor het bevorderen van vrede, ontwikkeling en een nieuwe economische orde. De prijs is toegekend aan onder meer Hamid Karzai, Jimmy Carter, Artsen zonder Grenzen en Bill Gates.
Jawaharlal Nehru · Gulzari Lal Nanda · Lal Bahadur Shastri · Indira Gandhi · Morarji Desai · Chaudhary Charan Singh · Rajiv Gandhi · Vishwanath Pratap Singh · Chandra Shekhar · Narasimha Rao · Atal Bihari Vajpayee · Haradanahalli Dodde Deve Gowda · Inder Kumar Gujral · Manmohan Singh · Narendra Modi
- Bibsys: 90124466
- Biblioteca Nacional de Chile: 000036444
- Biblioteca Nacional de España: XX1108831
- Bibliothèque nationale de France: cb11904029j (data)
- Catàleg d'autoritats de noms i títols de Catalunya: 981058525825906706
- CiNii: DA0260370X
- Gemeinsame Normdatei: 118689436
- International Standard Name Identifier: 0000 0001 2096 5502
- Library of Congress Control Number: n79064593
- Nationale Bibliotheek van Letland: 000149233
- MusicBrainz: b1da9dfa-2bab-4e42-818a-124ed5ccb4bd
- National Archives and Records Administration: 10580982
- Bibliotheek van het Japanse parlement: 00440484
- Nationale Bibliotheek van Tsjechië: mzk2002173850
- Nationale bibliotheek van Australië: 35111318
- Nationale Bibliotheek van Israël: 987007261688905171
- Nationale Bibliotheek van Polen: a0000001262137
- Nationale en Universitaire bibliotheek Zagreb: 000074643
- Nederlandse Thesaurus van Auteursnamen: 069307075
- Istituto Centrale per il Catalogo Unico: RAVV017397
- LIBRIS: 187915
- SNAC: w6z89jr5
- Système universitaire de documentation: 026880490
- Trove: 829873
- Virtual International Authority File: 86791938
- WorldCat: E39PCjCPHCTqCFptVktJWrMK8d